# Manuel Pérez Ruiz
Manuel Pérez Ruiz (México, 18 de marzo de 1993) es un futbolista mexicano, juega como Centrocampista y actualmente se encuentra sin equipo luego de terminar su préstamo con Venados F. C.

## Trayectoria
Debutó con los Pumas de la UNAM el 25 de marzo de 2012 en un Pumas de la UNAM 0-2 Tigres de la UANL sustituyendo a Aarón Sandoval tras el descanso de medio tiempo. 
Jugaba en las Fuerzas Básicas del Club Universidad Nacional en la categoría sub-20. No tuvo éxito en el equipo donde debutó y fue prestado al C. F. Pachuca donde fue campeón de Liga en el Clausura 2016. Después fue transferido al Club América para el Torneo Apertura 2016.

## Clubes
| Club                      | País   | Año         |
| ------------------------- | ------ | ----------- |
| Club Universidad Nacional | México | 2012 - 2014 |
| Club de Fútbol Pachuca    | México | 2015 - 2016 |
| Club América              | México | 2016 -2017  |
| Lobos Buap                | México | 2018        |
| Club América Premier      | México | 2018        |
| Mineros de Zacatecas      | México | 2019 - 2020 |
| Mazatlán FC               | México | 2020 - 2021 |
| Venados F. C.             | México | 2021 - 2022 |

## Palmarés
| Título           | Club    | País   | Año  |
| ---------------- | ------- | ------ | ---- |
| Liga Bancomer MX | Pachuca | México | 2016 |